# Paradoxo de bootstrap

Topo: trajetória original da bola de bilhar. Meio: a bola emerge do futuro em uma trajetória diferente da original, e colide com si mesma no passado, mudando sua trajetória. Inferior: a trajetória alterada faz com que a bola entre e saia da máquina do tempo exatamente da mesma maneira que mudou sua trajetória. A trajetória alterada é sua própria causa, sem origem.

O paradoxo de bootstrap, ou paradoxo ontológico, é um paradoxo da viagem no tempo em que as informações ou objetos podem existir sem terem sido criados. Após um objeto — ou informações — ser enviado de volta no tempo, ele, recebido no presente, torna-se o próprio objeto ou informação que será inicialmente levado de volta no tempo. Inúmeras histórias de ficção científica se baseiam nesse paradoxo, que também tem sido objeto de artigos científicos de física. O paradoxo de bootstrap conecta de uma forma insana o passado e o futuro, tornando-se de uma certa forma até contraditório. É quase como um loop de acontecimentos que só foram possíveis porque algo do futuro interveio; o acontecimento acaba se tornando o causador dele mesmo. Um exemplo da ocorrência desse paradoxo é o que aconteceu na nona temporada da premiada série britânica Doctor Who, no episódio "Before the Flood" e em muitos outros episódios da mesma série.
O termo "paradoxo do bootstrap" refere-se à expressão "puxando-se pelos cadarços de seu próprio calçado" ("pulling yourself up by your bootstraps" no original); o uso do termo para o paradoxo de viagem no tempo foi popularizado pela história de Robert A. Heinlein By His Bootstraps.

## Definição
Por causa da possibilidade de influenciar o tempo passado enquanto viaja no tempo, uma forma de explicar por que a história não muda é a posição de que essas mudanças já estão contidas auto-consistentemente na linha do tempo passado. Um viajante do tempo tentando alterar o passado neste modelo, intencionalmente ou não, só estaria cumprindo o seu papel na criação de história, não o modificando. O princípio da auto-consistência de Novikov propõe que laços causais contraditórios não podem se formar, mas que os consistentes podem.
No entanto, um cenário pode ocorrer em que itens ou informações são passadas do futuro para o passado, que se tornam os mesmos itens ou informações que são posteriormente passados para trás. Isso não apenas cria um loop, mas uma situação em que esses itens não têm origem discernível. Itens físicos são ainda mais problemáticos do que peças de informação, uma vez que devem ordinariamente idade e aumento de entropia de acordo com a segunda lei da termodinâmica. Mas, se a idade em qualquer quantidade é diferente de zero em cada ciclo, não pode ser o mesmo item a ser enviado de volta no tempo, criando uma contradição.
Outro problema é o "paradoxo reverso do avô ", onde tudo o que é enviado para o passado permite o tempo de viagem em primeiro lugar (como salvar a vida de seu próprio passado, ou o envio de informações vitais sobre o mecanismo de viagem no tempo).
O paradoxo levanta as perguntas ontológicas de onde, quando e por quem os itens foram criados ou as informações obtidas. A 'lógica do laço do tempo' opera em princípios semelhantes, enviando as soluções para os problemas de computação de volta no tempo para ser verificados quanto à sua exatidão sem nunca ter sido calculado, "originalmente".
Seja ou não um cenário descrito neste paradoxo, seria realmente possível mesmo se a viagem no tempo fosse possível, não se conhece.
O paradoxo do bootstrap é semelhante, mas distinto do "paradoxo da predestinação", em que os indivíduos ou informações de viagem de volta no tempo e, finalmente, desencadeia eventos que já experimentou em seu próprio presente. Neste último caso, a informação e os objetos em causa têm origens definidas.
O paradoxo do bootstrap é mostrado também no episódio "Before the Flood" da série britânica de Doctor Who, na qual a mesma tem vários outros paradoxos a mostrar.

## Exemplo

### Envolvendo informações
- No seu aniversário de 30 anos, uma pessoa que deseja construir uma máquina do tempo é visitado por uma versão futura dele mesmo. Esta futura versão entrega a si mesmo no passado o projeto da máquina do tempo. A pessoa recebe o esquema do seu próprio eu do futuro e começa a construir a máquina do tempo. O tempo passa, até finalmente completar a máquina do tempo. A pessoa, então, usa-o para viajar de volta no tempo para o aniversário de 30 anos, onde os esquemas são dados ao mesmo no passado, fechando o ciclo.
- Um professor viaja para a frente no tempo, e lê em um jornal de física sobre uma nova equação que foi recentemente derivada. O professor viaja de volta, alguns segundos depois que a viagem foi feita, ele relaciona com um dos estudantes que o escreveu e que o artigo é publicado na mesma revista que o professor lê no futuro.
- Uma pessoa constrói uma máquina do tempo. Essa pessoa vai para o futuro e rouba um gadget valioso. Esta pessoa, então, retorna e revela o gadget para o mundo, afirmando-o como seu próprio. Posteriormente, uma cópia do dispositivo acaba sendo item da pessoa que originalmente rouba. Em outras palavras, o dispositivo é uma cópia de si e que não é possível afirmar a ideia original para o dispositivo que veio.
- Um jovem físico recebe um velho caderno já se desintegrando, que contem informações sobre eventos futuros, enviados pelo próprio futuro dessa pessoa através de uma máquina do tempo. Antes que o caderno se estrague a ponto de ser inutilizável, a pessoa copia as informações nele em um novo caderno. Ao longo dos anos, as previsões do caderno se tornam realidade, permitindo que essa pessoa se torne rica o suficiente para financiar a sua própria investigação, o que resulta no desenvolvimento de uma máquina do tempo que é usada para enviar o agora velho e esfarrapado caderno de volta para si mesmo no passado. O caderno não é um paradoxo (tem um fim e um começo, o início, onde ele é recebido, e ao final, onde é descartado após a informação que é copiada para fora), mas a informação é: É impossível para o estado de onde veio. O professor transferiu a informação que foi escrita por si mesmo, por isso não havia informação original.
- Uma pessoa com uma máquina do tempo leva as peças completas de Shakespeare, traduzidas para o inglês elisabetano, e viaja de volta no tempo para Inglaterra dos Tudor. Ele então dá as peças para o jovem William Shakespeare antes de escrever-lhes, dizendo-lhe para publicá-los como seu próprio trabalho. Ele faz um exemplar da publicação 'original' e o leva de volta no tempo. Isso significa que ninguém escreveu as peças de Shakespeare, como ele essencialmente deu a si mesmo, fechando assim o ciclo.

### Envolvendo itens físicos
Uma pessoa está bloqueada fora de sua casa porque as chaves foram perdidas. Enquanto a pessoa procura os bolsos, um conjunto de chaves cai no chão ao lado da pessoa, esta pessoa percebe que elas pertencem a si mesmo. Quando essa pessoa entra na casa vazia, cinco minutos depois, essa pessoa encontra uma máquina do tempo que a pessoa usa para transportar a si mesmo e as chaves de volta no tempo de cinco minutos, permitindo essa pessoa deixá-los fora de uma janela do segundo andar para si mesmo e sair de casa, fechando o ciclo.
Um outro paradoxo presente para qualquer item físico é que as chaves devem envelhecer cada vez em torno do laço e se desgastam. Trazendo de volta uma cópia das chaves impediria esse "desgaste" questão como seria encontrar as chaves "perdidos" e trazê-los de volta.

## Na ficção
O paradoxo do bootstrap tem sido utilizado em histórias de ficção e filmes.
Em 1980 no filme Somewhere in Time (em português "Em Algum Lugar do Passado"), baseado no romance Bid Time Return, escrito por Richard Matheson em 1975, uma mulher idosa dá um relógio de bolso a um jovem em 1972. Ele viaja de volta no tempo para 1912 e dá o relógio de bolso para ela, que o carrega com ela até 1972, quando ela conhece o jovem e lhe dá o relógio a ele. 
O conceito tem o nome a partir da história "By His Bootstraps", de Robert Heinlein, que é considerado o conto fundamental do paradoxo de viagem no tempo de sua época. Don D'Amassa afirma que "A maior dificuldade na criação de uma história deste tipo não é tanto a plotagem das vários laços temporais, mas sim a de torná-los de uma tal maneira que o leitor possa seguir a lógica."
Na série britânica Doctor Who temos vários exemplos, dentre um dos mais notórios há o episódio "Blink" da 3ª temporada. Neste episódio o Doutor grava um vídeo repetindo falas que foram entregues a ele por pessoas que transcreveram o mesmo vídeo no qual ele já havia falado aquelas falas. Isso acaba gerando muitos outros acontecimentos em cadeia, dos quais esse é um exemplo.  
No anime Steins;Gate 0, o personagem Okabe está a procura da origem de uma música que Mayushii cantou e reavivou parte da memória de Kagari, Mayushii disse que ouviu de uma 3ª personagem, segue-se por várias pessoas até que em dado momento um personagem diz que ouviu esta música primeiramente de Okabe no passado quando ele era criança, mas Okabe diz não se lembrar, ao mostrar um flashback vemos que Okabe ouviu Kagari cantando esta música. 
No anime Shingeki no Kyojin, o protagonista Eren yeager retorna ao passado e causa a morte de sua própria mãe quando o próprio era criança, fazendo com que ele trilhasse um caminho de ódio aos titãs
No filme Pokémon 4Ever, o jovem professor Carvalho é enviado 40 anos no futuro por um Celebi e se torna amigo de Ash, que em certo momento o explica sobre a pokédex, sendo assim, a ideia original por trás da pokédex surgiu do nada.
No filme Harry Potter e o Prisioneiro de Azkaban, no lago de Hogwarts, Harry e Sirius são salvos dos dementadores pelo feitiço do Patrono, conjurado por alguém que Harry acredita ser seu pai. Harry desmaia e acorda na ala hospitalar, onde descobre que Sirius está preso e terá sua alma sugada pelos dementadores. Aconselhado por Dumbledore, Harry e Hermione voltam ao passado, no momento em que Harry (do passado) e Sirius estão sob ataque dos dementadores. No lago, Harry assiste a cena enquanto aguarda pela chegada do pai, já morto, que não aparece. Harry então conjura o feitiço do Patrono, salvando a si mesmo no passado e libertando Sirius. Mais tarde, Harry comenta com Hermione que sabia que poderia conjurar o Patrono, pois já havia feito.
Na sexta temporada da série Game of Thrones, Bran viaja ao passado, em Winterfell, onde encontra o jovem Wylis, que mais tarde viria a se tornar Hodor. No presente, Bran, Meera e Hodor estão sob ataque dos White Walkers, e Meera tenta despertar Bran da visão para que controle a mente de Hodor e enfrente os White Walkers. Em vez disso, Bran se conecta a ambos, Wylis, no passado, e Hodor, no presente, enquanto Meera grita para segurar a porta (no inglês, “Hold the door, hold the door!”). No passado, o jovem Wylis cai no chão e começa a gritar desesperadamente a mesma frase, até que elas se tornam “Hodor”, a única palavra que ele virá a falar. A interferência de Bran no passado causou o evento que já tinha transformado Wylis em Hodor, antes mesmo de Bran tê-lo conhecido.
Na série Dark, original da Netflix, durante a segunda temporada, o paradoxo de bootstrap é citado para explicar o contexto da trama, em uma conversa entre o relojoeiro H.G. Tannhaus e Claudia Tiedemann em 1987. Fãs brasileiros viram relação com o filme O Predestinado.
No videogame The Legend of Zelda: Ocarina of Time, o herói Link viaja para o futuro quando adulto e encontra um músico que lhe ensina a Song of Storms ("Canção das Tempestades"), dizendo que um garoto tinha tocado essa música para ele sete anos antes. Assim, Link volta no tempo e toca essa canção para o mesmo personagem no passado. Esse é um perfeito exemplo do paradoxo de bootstrap, pois não é possível afirmar qual é a origem exata da Song of Storms — se Link a aprendeu quando adulto ou a ensinou ao músico quando criança.